# Ниязбаев, Ахметжан Ярмухаметович
Ахметжан Ярмухаметович Ниязбаев (1907, Атбасар, Атбасарский уезд, Акмолинская область, Российская империя — неизвестно, Алма-Ата, Казахская ССР) — директор мясного совхоза «Терсаканский» Министерства совхозов СССР, Есильский район Актюбинской области, Казахская ССР. Герой Социалистического Труда (1948).

## Биография
Родился в 1907 году в бедной крестьянской семье в Атбасаре. В 1922 году из-за нужды оставил обучение в школе и трудился батраком. В 1928 году во время коллективизации был членом комиссии по содействию (комсод) по заготовке хлеба и раскулачиванию. В 1930 году организовал колхоз имени Будённого в селе Чурумсой. Избирался председателем этого колхоза. В 1931 году вступил в ВКП(б).
С 1931 года — инструктор райколхозсоюза. В 1933—1934 годах вновь возглавлял колхоз имени Будённого. С 1935 года трудился в Есильском райпотребсоюзе. В последующем окончил курсы председателей райпотребсоюзов, после которых продолжил трудиться до 1937 года в Есильском райпотребсоюзе. С 1938 года — инструктор Есильского райкома партии, затем — начальник политотдела совхоза «Чулаксандыкский». В 1940 году назначен директором мясного завода «Терсаканский», который занимался разведением лошадей.
В 1947 году работники завода под его руководством вырастили при табунном содержании 89 жеребят от 89 кобыл. Указом Президиума Верховного Совета СССР от 23 июля 1948 года удостоен звания Героя Социалистического Труда за «получение высокой продуктивности животноводства в 1947 году при выполнении колхозам обязательных поставок сельскохозяйственных продуктов и плана развития животноводства» с вручением ордена Ленина и золотой медали «Серп и Молот» (№ 2396).
Избирался членом Акмолинского обкома, Есильского райкома, депутатом Есильского районного Совета депутатов трудящихся.
Воспитал 8 детей. После выхода на пенсию проживал в Есильском районе Актюбинской области, в последние годы своей жизни — в Алма-Ате. Дата смерти не установлена.
Награды
- Герой Социалистического Труда
- Орден Ленина
- Медаль «За трудовую доблесть» (16.11.945)
- Медаль «За трудовое отличие» (23.08.1950)